# Alteratie

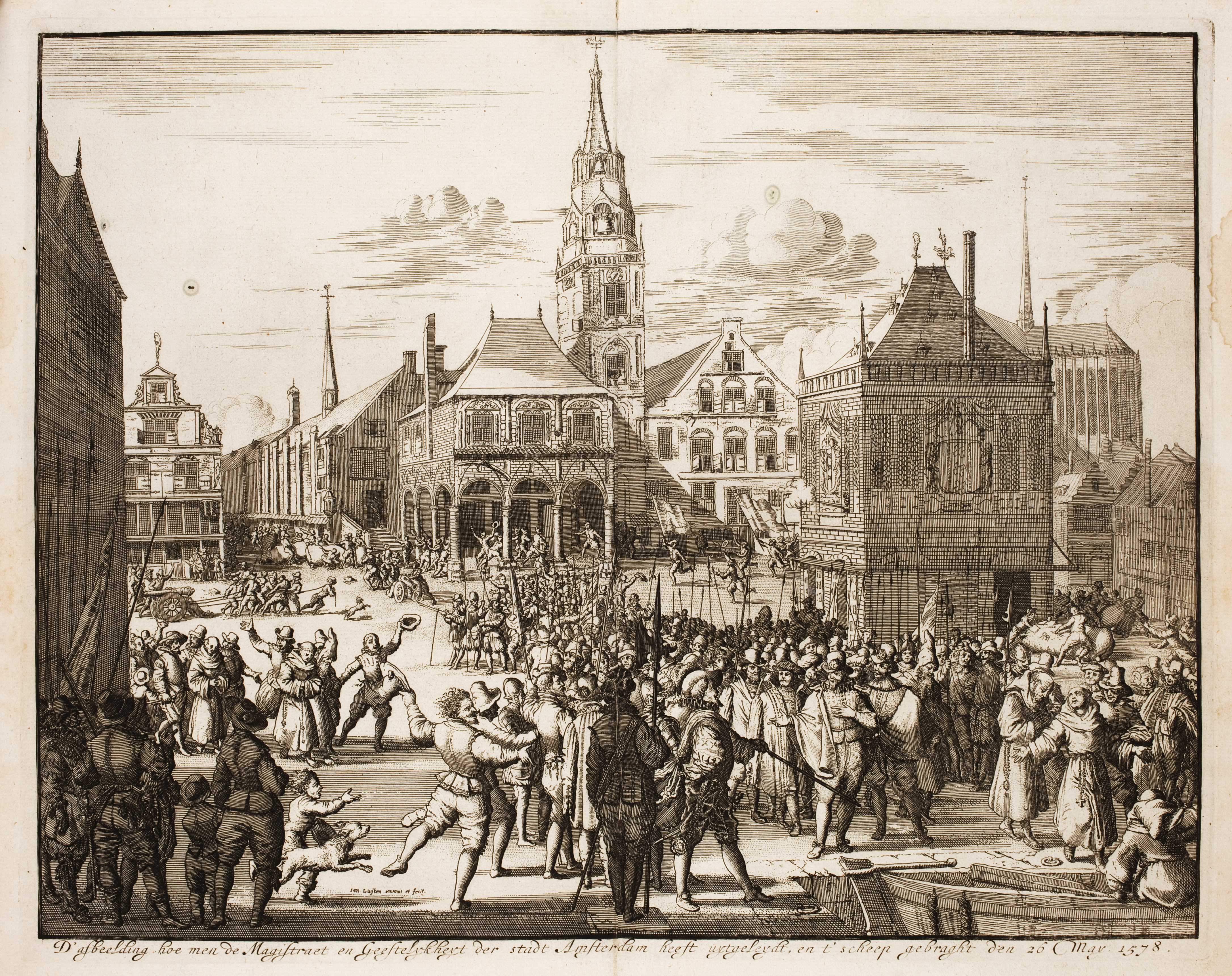
LAlteratie di Amsterdam

L'Alteratie è il nome dato al cambio di potere che si verificò ad Amsterdam il 26 maggio 1578, quando il governo cattolico della città venne deposto in favore di quello protestante. 
Il colpo di Stato va inserito nel contesto della rivolta dei pezzenti che stava scoppiando e il 29 maggio fu formato un nuovo consiglio cittadino, composto da 30 calvinisti e 10 cattolici.

## Condizioni prima dell'Alteratie
Dopo la pacificazione di Gand nel 1576, Amsterdam fu costretta a sottomettersi al principe di Orange e agli Stati d'Olanda, ma il governo della città voleva rimanere fedele al re Filippo II di Spagna e si oppose al fatto che la chiesa riformata diventasse la religione ufficiale.  
Solo dopo che il nuovo reggente, Giovanni d'Austria, riconobbe la pacificazione, iniziarono lunghe trattative per la Satisfactie (in italiano "soddisfazione"), un trattato che avrebbe posto la città sotto l'autorità del Principe di Orange e degli Stati d'Olanda.  
Dopo un'incursione nella città da parte dei geuzen il 23 novembre 1577, il governo della città firmò finalmente il trattato l'8 febbraio 1578 unendosi così al resto delle città olandesi nella ribellione contro il re Filippo II.

## Ribellione

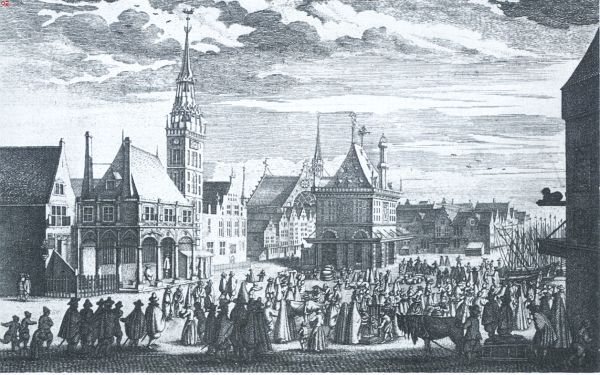
Il vecchio municipio in piazza Dam in un'incisione del XVII secolo

Una commissione di anziani geuzen e un folto gruppo di ex-residenti esiliati, molti dei quali possedevano terreni e magazzini sul Lastage, organizzarono un incontro per pianificare la loro prossima mossa e il giorno successivo il Dam venne chiuso al pubblico e il vroedschap (il consiglio comunale) cattolico venne scortato al Damrak, dove alcune chiatte li portarono fuori da Amsterdam. 
Anche i francescani, odiati dalla popolazione, furono costretti ad andarsene.

## Conseguenze
Come risultato dell'Alteratie, le chiese cattoliche e le cappelle passarono nelle mani dei protestanti, che li ribattezzarono. La più antica chiesa parrocchiale della città, la Chiesa di san Nicola venne in ribattezzata Oude Kerk e la Heilige Stede divenne la Nieuwezijds Kapel.  
La Nieuwe Kerk venne rilevata dai calvinisti così come la maggior parte dei monasteri della città che in alcuni casi cambiarono destinazione, diventando anche orfanotrofi o prigioni.